# Cola di Rienzo

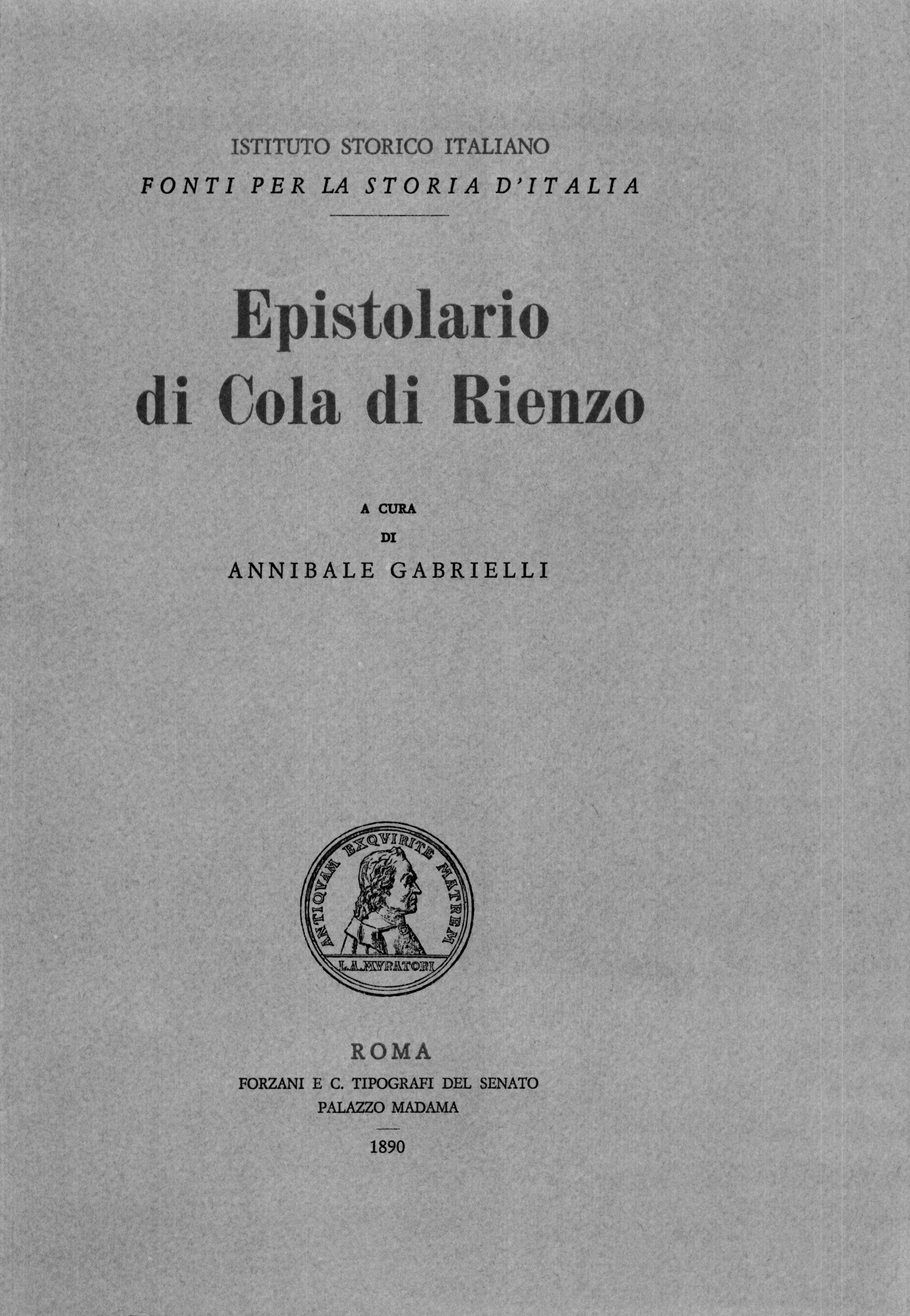
Epistolari di Cola di Rienzo

Nicola Gabrini, més conegut com a Cola di Rienzi i Cola di Rienzo (Roma, 1313 – 1354), va ser tribú del poble romà i va proclamar a Roma una nova forma de govern inspirada en la República Romana a la qual va anomenar «El bon Estat».
La seva joventut va estar marcada per la lectura dels clàssics llatins, afició que el va portar a enyorar la grandesa de l'antiga República romana en contrast amb la decadència amb la Roma de l'època, amb un Papa residint en Avinyó, i immersa en les lluites entre les grans famílies patrícies, els Orsini, els Colonna, als qui odiava profundament pel que sembla a causa de l'assassinat d'un germà a les mans d'un noble.
En 1343, va formar part d'una delegació que va ser enviada a Avinyó per entrevistar-se amb el papa Clement VI i convèncer-lo que tornés a fixar la seu pontifícia a la Ciutat eterna i perquè declarés l'any 1350 Any Jubilar.
Distingint-se per la seva eloqüència i els seus coneixements de la Roma clàssica, Cola di Rienzo es va guanyar el favor i l'estima del Papa que el va enviar de tornada a Roma després de nomenar-lo, el 1344, notari de la Cambra Apostòlica, institució encarregada de l'administració financera de la Santa Seu amb competències legislatives, administratives i judicials.
Des de la seva nova posició de poder, el protegit de Clement VI atacava el mal govern dels tretze priors liderats per Stefano Colonna i buscava suports entre el poble, al que pretenia atreure's a través de veritables campanyes propagandístiques entorn del destí fatal de Roma. Així, en ocasió de la troballa de la lex regia de impero sobre una placa de bronze a Sant Joan del Laterà, Cola, aficionat als epígrafs antics, va il·lustrar al poble amb el seu contingut i va reclamar per a Roma els poders que li pertanyien de iure. En aquest sentit, el projecte de Cola, que buscava retornar a Roma la seva antiga grandesa, passava per desfer-se en primer lloc de les famílies patrícies romanes. L'ocasió per a això es presentaria el 21 de maig de 1347, quan, aprofitant una revolta a la ciutat, el notari va convocar al poble en el Capitoli i, assistit pel representant papal, Raimundo de Orvieto, va prometre una nova sèrie de lleis, una millor administració dels recursos públics i l'expulsió de la noblesa del govern de la ciutat. Quatre dies més tard, Cola seria triat tribú del poble romà i, posteriorment, aconseguiria ocupar el càrrec amb caràcter vitalici.
Des d'Avinyó, el papa Clement VI va aprovar en un primer moment la nova situació, però en comprovar que el nou tribú pretenia restaurar l'autoritat de Roma sobre les ciutats i províncies d'Itàlia, comprèn que perilla la seva sobirania sobre els Estats Pontificis i decideix canviar el seu suport als nobles que es van veure obligats a abandonar la ciutat amb la pujada al poder de Cola di Rienzo.
El poble romà també comença a mostrar el seu descontentament, en comprovar les maneres dictatorials del tribú, l'augment dels impostos i les fastuoses festes organitzades per Rienzo.
El 1347, els nobles es van aixecar contra ell i el Papa el va excomunicar acusant-lo de criminal, pagà i heretge, i el 15 de desembre es va veure obligat a abdicar i fugir de Roma per refugiar-se a Nàpols, al principi, i posteriorment en un monestir a la muntanya Majella fins que, el 1350, va viatjar fins a Praga buscant la protecció de l'emperador Carlos IV, tractant de convèncer-lo de marxar sobre Itàlia per alliberar Roma.
L'emperador no obstant això el va mantenir reclòs en la fortalesa de Raudnitz fins que va ser lliurat al Papa perquè fos jutjat en Avinyó. La mort de Clement VI i l'elecció d'Innocenci VI va evitar el processament de Rienzo, qui va ser posat en llibertat en considerar el nou pontífex que podria ser-li útil en la disputa que mantenia amb el reposat governo nobiliari de Roma.
Acompanyat del cardenal espanyol Gil de Albornoz com a legat papal, Cola di Rienzo al costat de tropes mercenàries va tornar, l'agost de 1354, a Roma on el poble el va rebre com a alliberador i el va nomenar senador. Tanmateix, les mesures arbitràries i cruels que va adoptar en aquest nou període de poder van provocar el 1354 un aixecament popular que, instigat pels Colonna, va suposar la seva detenció i execució per decapitació. El seu cadàver va ser cremat i les seves cendres llançades al Tíber.

## Biografia
Hi ha una crònica anònima que inclou la vida de Cola di Rienzi.